# Trofeo Internacional Club Laieta Barcelona 2004
Il Trofeo Internacional Club Laieta Barcelona 2004 è stato un torneo di tennis facente parte della categoria ATP Challenger Series nell'ambito dell'ATP Challenger Series 2004. Il torneo si è giocato a Barcellona in Spagna dal 19 al 24 aprile 2004 su campi in terra rossa.

## Vincitori

### Singolare
Stan Wawrinka ha battuto in finale  Kristof Vliegen con il punteggio di 6–4, 6–3

### Doppio
Emilio Benfele Álvarez /  Gabriel Trujillo Soler hanno battuto in finale  Ignacio González King /  Diego Moyano 7–6(5), 6–4